# A Fragile Mind
A Fragile Mind is het derde album van Zero Hour, uitgebracht in 2005 door Sensory.

## Track listing
1. Intro – 0:06
2. There for Me – 4:37
3. Destiny Is Sorrow – 8:00
4. Brain Surgery – 3:12
5. Losing Control – 3:45
6. Twice the Pain – 4:20
7. Somnecrophobia – 3:09
8. Fragile Mind – 11:34
9. Intrinsic – 5:23

## Band
- Fred Marshall - Zanger
- Jasun Tipton - Gitarist
- Troy Tipton - Bassist
- Mike Guy - Drummer